# Clefs-Val d’Anjou
Clefs-Val d’Anjou ist eine ehemalige französische Gemeinde mit zuletzt 1320 Einwohnern (Stand: 2013) im Département Maine-et-Loire in der Region Pays de la Loire. Sie gehörte zum Arrondissement Saumur.
Die Gemeinde entstand als Commune nouvelle mit Wirkung vom 1. Januar 2013 durch die Zusammenlegung der bisherigen selbstständigen Gemeinden Clefs und Vaulandry, die fortan den Status von Communes déléguées besaßen. Der Verwaltungssitz befand sich in Clefs.
Der Erlass des Präfekten vom 10. Juli 2015 legte mit Wirkung zum 1. Januar 2016 eine Neugründung der Commune nouvelle Baugé-en-Anjou fest, im Zuge dessen Clefs und Vaulandry als Communes déléguées gemeinsam mit 13 weiteren Orten und Gemeinden zusammengelegt wurden. Die bisherige Commune nouvelle Clefs-Val d’Anjou wurde hiermit aufgelöst.